# Tambourissa trichophylla
Tambourissa trichophylla är en tvåhjärtbladig växtart som beskrevs av John Gilbert Baker. Tambourissa trichophylla ingår i släktet Tambourissa och familjen Monimiaceae. Inga underarter finns listade i Catalogue of Life.